# 左靈
左靈（？—？），东汉末期政治人物。官至遙領南郡太守。

## 人物事蹟

### 一車相迎
兴平二年（195年）四月李傕得知郭汜要将汉献帝控制在手中，派遣侄子李暹率兵数千将汉献帝带到自己的大营。统宫使虎贲王曹等三百人，以轺车三乘天子一乘，贵人伏壽（后来的伏皇后）一乘，左灵和贾诩一乘，其余都是步行跟从，带到李傕大营。

### 爭鬥華陰
之後趁李傕、郭汜兩方相爭，張濟前來勸和之時，漢獻帝遣使求請東歸舊京多次後，才得到應允答覆。
十月初五（壬寅日），车驾到达华阴，宁辑将军段煨携带物资迎驾，请求献帝进入他的营寨。
但因种輯與楊定交好，而杨定与段煨不和，輯遂與左灵等一眾官員诬蔑段煨谋反，攻其营，但久攻不下。

### 跟隨渡河
李傕、郭汜反悔允許漢獻帝與一眾朝廷官員東歸舊京的請求，派兵欲攔阻獻帝東歸車駕隊伍，獲悉李傕、郭汜派兵來追，東歸隊伍緊急留阻擊漢軍在曹陽作攔阻部署，以漢獻帝與朝官包含親屬在內繼續東逃至陝縣。
然而不久在曹陽阻擊的漢軍王師部隊不敵李傕、郭汜追擊部隊攻勢而大敗，少府田芬、大司農張義等皆戰歿，來不及跟上東逃的宮人遭李、郭追兵殺掠。
獲悉阻擊部隊潰敗消息，東歸隊伍決定連夜北渡黃河以擺脫追擊，但行走倉促無暇顧及逃亡路線，隊伍行走到高岸處，渡口雖在目視可及，但岸高約十餘丈，難以步行而下，董承見伏皇后兄長伏德手上有十餘匹絹布，命令孫儼強奪絹布用以下降高岸所需應急布索，伏皇后與伏德拒不肯交出，左靈見狀持刀橫阻孫儼進一步逼迫行動，遭遇阻攔只能以刀砍殺伏皇后身旁的侍從人員，以身亡的侍從身上衣物布匹取下用作下降高岸的應急布索，被殺死的侍從因距離伏皇后相近，血濺到伏皇后身上衣服。

### 史評定位
因史料彙整有些繁瑣，部分事蹟參見漢獻帝東歸條目記述供參考。
史书没有说他是汉献帝的忠臣还是李傕的同党。另袁宏《后汉纪》记载，董承派符节令孙俨的从人伺机刺杀伏皇后，被左灵拔刀制止，于是只杀了伏皇后的侍者，血溅皇后衣。
小説《三国演义》明確描写左靈是李傕的幕僚，李暹用车二乘，一乘载天子，一乘载伏皇后，派左灵和贾诩监押车驾。其余宫人、内侍，都是步行。